# Oude Raadhuis (Soest)
Het voormalige Raadhuis van Soest is een rijksmonument op de hoek van de Eemstraat en de Kerkstraat in Soest in de provincie Utrecht. Het gebouw heeft als raadhuis gediend tot 1893. Het pand werd in 1969 gerestaureerd, waarbij het raadhuis een wolfsdak kreeg. Voor het gebouw staan leilinden, de garage rechts is er later bij gebouwd. 

## Gevelsteen
Op de gevelsteen boven de deur staat het bouwjaar 1823 met op het linkerveld drie kardinaalshoeden en op het rechterveld een ooievaar met een kruis. Bovenaan staat een wapenschildje met het wapen van Soest.